# Арчер (Айова)
Арчер (англ. Archer) — місто (англ. city) в США, в окрузі О'Браєн штату Айова. Населення — 117 осіб (2020).

## Географія
Арчер розташований за координатами 43°6′54″ пн. ш. 95°44′39″ зх. д. / 43.11500° пн. ш. 95.74417° зх. д. (43.115104, -95.744099).  За даними Бюро перепису населення США в 2010 році місто мало площу 0,24 км², уся площа — суходіл.

## Демографія
Згідно з переписом 2010 року, у місті мешкала 131 особа в 58 домогосподарствах у складі 38 родин. Густота населення становила 539 осіб/км².  Було 63 помешкання (259/км²).
Расовий склад населення:
| - 89,3 % — білих - 3,1 % — азіатів - 2,3 % — осіб інших рас |

До двох чи більше рас належало 5,3 %. Частка іспаномовних становила 7,6 % від усіх жителів.
За віковим діапазоном населення розподілялося таким чином: 26,7 % — особи молодші 18 років, 48,1 % — особи у віці 18—64 років, 25,2 % — особи у віці 65 років та старші. Медіана віку мешканця становила 37,5 року. На 100 осіб жіночої статі у місті припадало 101,5 чоловіків;  на 100 жінок у віці від 18 років та старших — 95,9 чоловіків також старших 18 років.
Середній дохід на одне домашнє господарство  становив 48 503 долари США (медіана — 46 667), а середній дохід на одну сім'ю — 51 294 долари (медіана — 51 250). За межею бідності перебувало 33,5 % осіб, у тому числі 68,9 % дітей у віці до 18 років та 0,0 % осіб у віці 65 років та старших.
Цивільне працевлаштоване населення становило 71 осіб. Основні галузі зайнятості: виробництво — 28,2 %, роздрібна торгівля — 15,5 %, будівництво — 15,5 %.